# Orasema sixaolae
Orasema sixaolae is een vliesvleugelig insect uit de familie Eucharitidae. De wetenschappelijke naam is voor het eerst geldig gepubliceerd in 1937 door Wheeler & Wheeler.